# Requiem pour un twisteur
Requiem pour un twisteur est une chanson française écrite et composée par Serge Gainsbourg extraite de l'album Serge Gainsbourg No 4 sorti en 1962.

## Commentaire
Ce Requiem pour un twisteur est le premier Requiem de Serge Gainsbourg. Il paraît en 1962 et se présente comme une contradiction vivante au twist et autres danses et rythmes populaires alors en vogue auprès du jeune public. 
L'introduction musicale de cette chanson est faite à l’orgue Hammond en contre-point avec batterie et contrebasse suivi de phrasés jazzy et d'une voix susurrée par Serge Gainsbourg sur le refrain.

## Requiem pour un twisteuren CD album
- 2008 - Du Jazz dans le ravin (1 CD Mercury)